# Lubny
Lubny (ukrainisch Лубни; russisch Лубны, polnisch Łubnie) ist eine Stadt in der zentralukrainischen Oblast Poltawa am rechten Ufer des Flusses Sula mit rund 48.000 Einwohnern. Sie ist Verwaltungssitz des gleichnamigen Rajons, dem sie als kreisfreie Stadt aber bis 2020 nicht angehörte. Der Name des Ortes leitet sich von dem altslawischen Wort lubno (hölzern) ab.

## Geschichte
Die Gründung des Ortes erfolgte 988 auf Anweisung des Kiewer Großfürsten Wladimir I. Lubny blieb zunächst für längere Zeit lediglich ein befestigtes Dorf. Nach der Zeit der Mongolenherrschaft konnte es sich zu einer Stadt heran entwickeln, welche bereits im 15./16. Jahrhundert das Magdeburger Stadtrecht führte und über einen eigenen Stempel und ein eigenes Wappen verfügte. In der Nähe der Stadt wurde 1619 das Verklärungskloster von Mhar gegründet. 1638 wohnten in der Stadt 2.646 Einwohner, daneben waren 40 Mühlräder in Betrieb. Ab dem 18. Jahrhundert verlor die Stadt aber insbesondere gegenüber dem weiter östlich gelegenen Poltawa an Bedeutung.
1897 hatte die Stadt 10.097 Einwohner, wobei Ukrainer (59,18 %), Juden (29,72 %) und Russen (9,51 %) die größten ethnischen Bevölkerungsgruppen stellten. Einen neuen Entwicklungsimpuls erhielt Lubny 1901 mit dem Anschluss an das Eisenbahnnetz, wodurch in der Folge zahlreiche Industriebetriebe entstanden. So konnte die Stadt im 20. Jahrhundert trotz des russischen Bürgerkriegs und des Zweiten Weltkriegs stark anwachsen. Am 16. Oktober 1941 beorderte der damalige Ortskommandant der Wehrmacht die jüdische Bevölkerung an einen Sammelplatz, worauf das Sonderkommando 4A der Einsatzgruppe C unter Paul Blobel 1800 unter ihnen ermordete.
Bis 1989 stieg die Bevölkerungszahl auf 59.478 Einwohner, zwischen 1989 und 2003 verlor sie mehr als 15 % ihrer Bevölkerung.

## Wappen
Beschreibung: In Blau ein schwarzbekleideter Arm aus dem linken Schildrand hervorbrechend und ein goldener Stock mit Kugel haltend. Eine dreitürmige silberne Mauerkrone auf  mit Goldrand historisierten Schild.

## Bildung, Wirtschaft, Verkehr
An weiterführenden Bildungseinrichtungen verfügt Lubny u. a. über ein Technikum für Forstwirtschaft und Buchhaltung, eine technische Schule der Südlichen Eisenbahngesellschaft und eine medizinische Lehranstalt. Der industrielle Schwerpunkt liegt auf dem Maschinenbau, hierbei insbesondere auf der Fabrikation von Werkzeugmaschinen, Instrumenten und Apparaten. Daneben ist die chemisch-pharmazeutische Industrie von Bedeutung. In der Nähe der Stadt werden Öl- und Gasvorkommen genutzt und Torf abgebaut. Lubny liegt an der Fernstraße M 03/E 40 und der Regionalstraße P–42 sowie an der Eisenbahnstrecke Kiew–Poltawa–Charkiw.

## Impressionen aus dem Ort

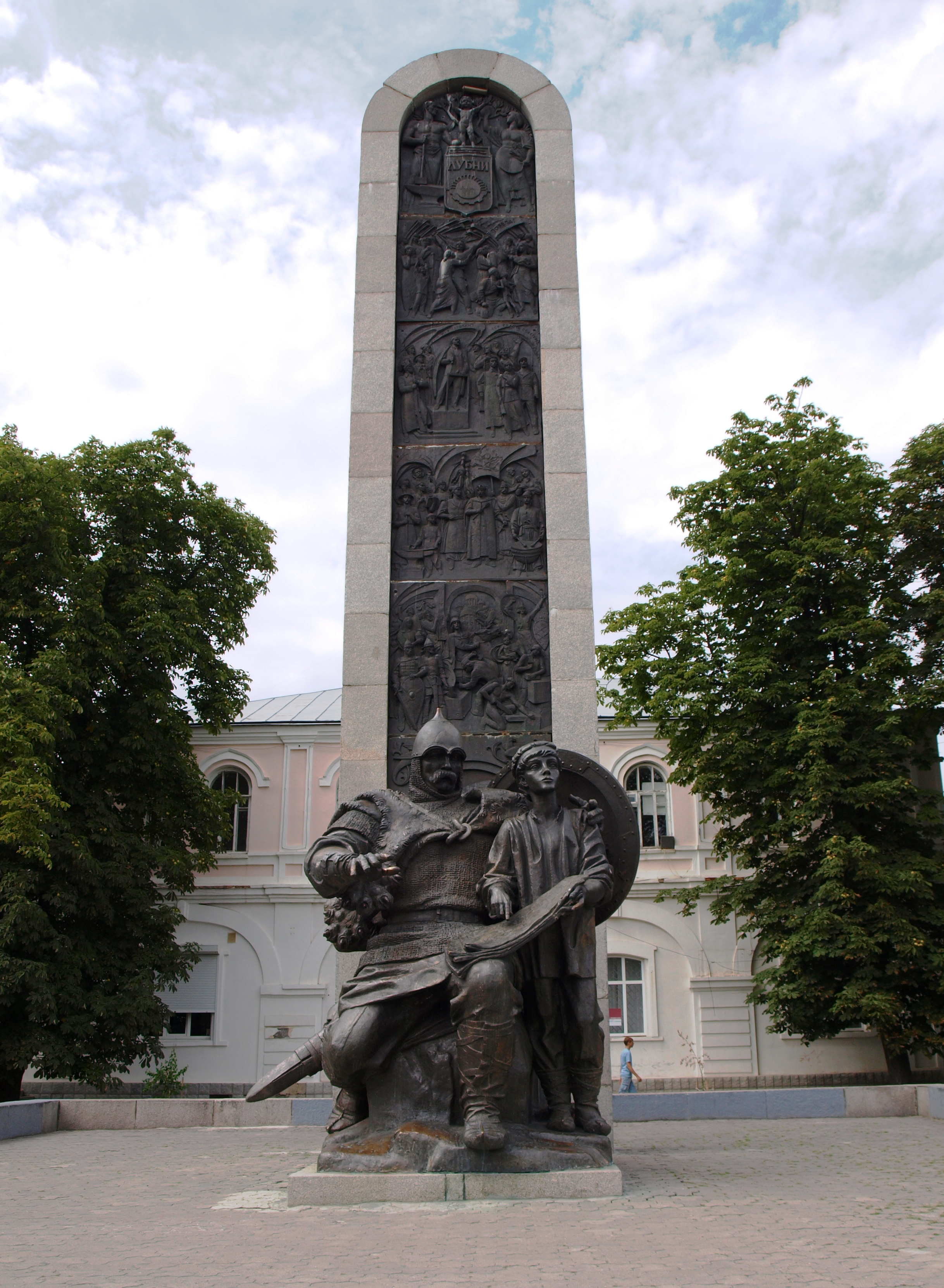
Monument 1000 Jahre Lubny
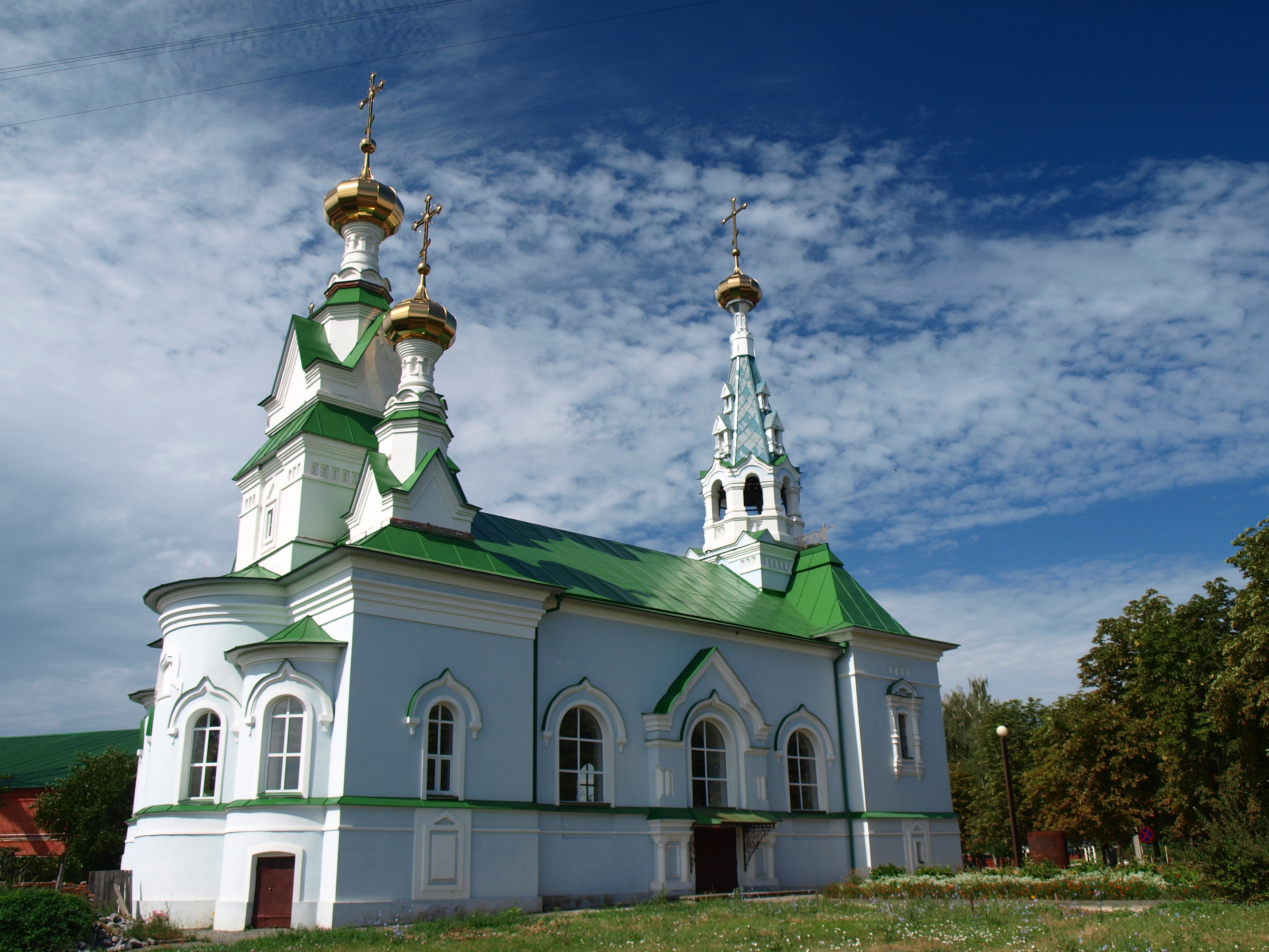
Geburtskirche der Jungfrau Maria
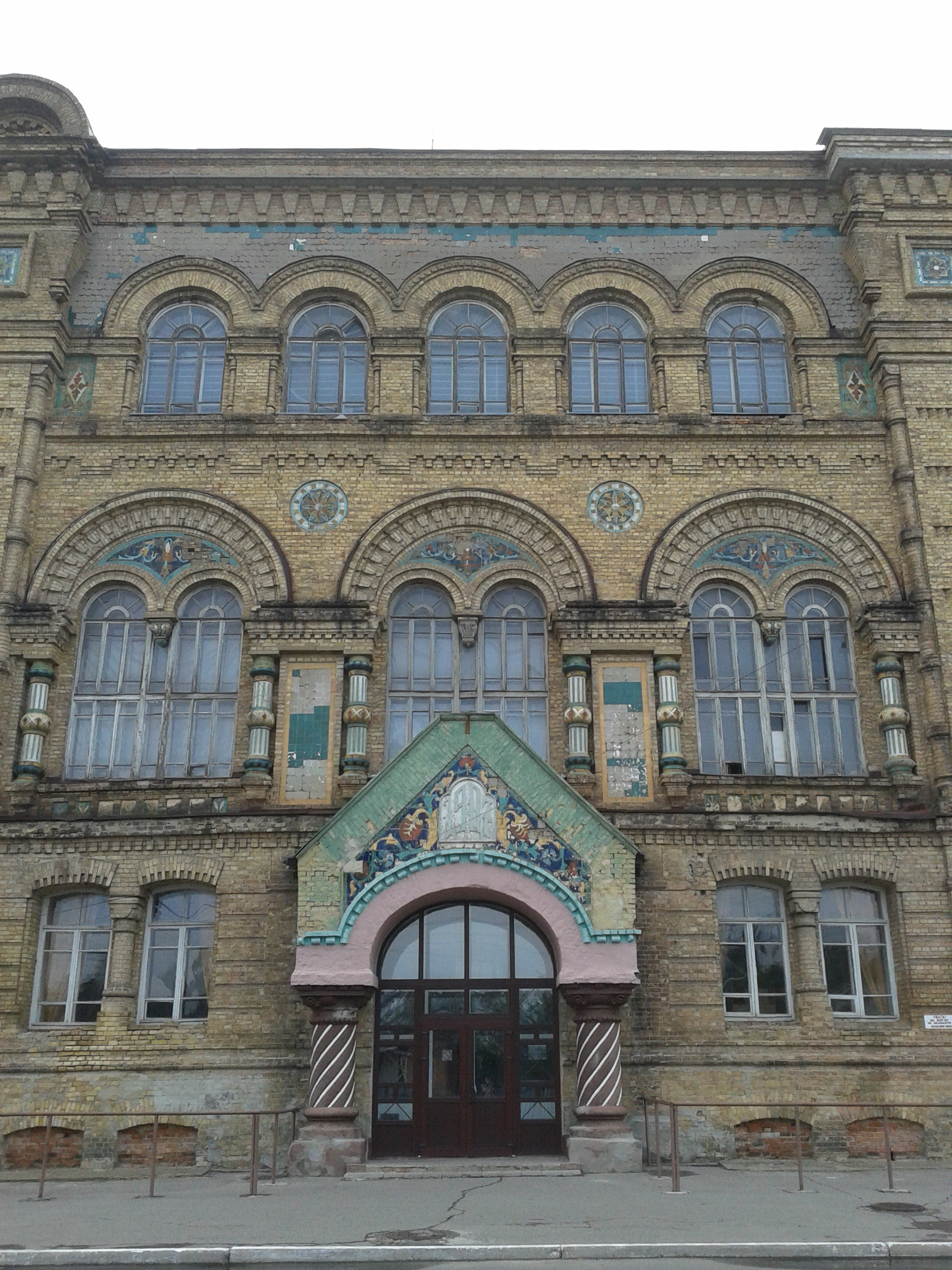
Ehemalige Diözesan-Frauenschule
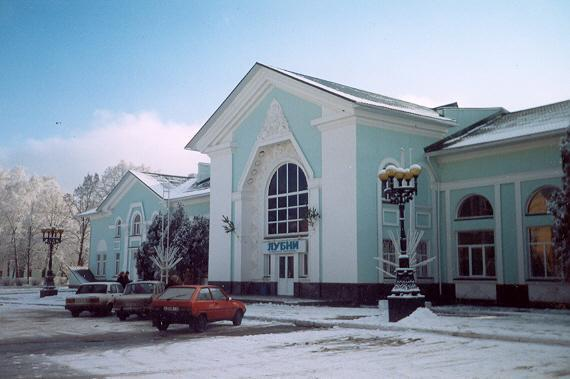
Bahnhof
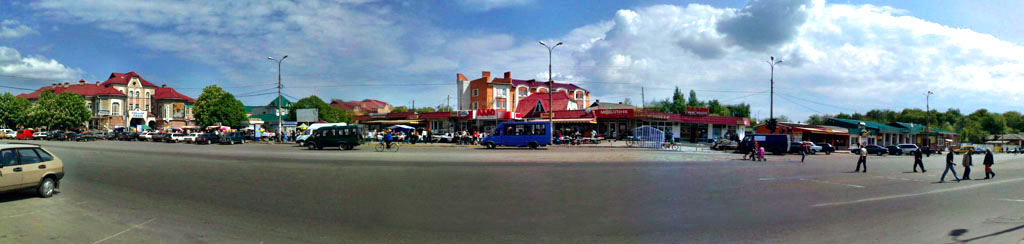
Messeplatz-Panorama

## Verwaltungsgliederung
Am 12. Juni 2020 wurde die Stadt zum Zentrum der neugegründeten Stadtgemeinde Lubny (Лубенська міська громада/Lubenska miska hromada). Zu dieser zählen auch die 62 in der untenstehenden Tabelle aufgelisteten Dörfer, bis dahin bildete sie die gleichnamige Stadtratsgemeinde Lubny (Лубенська міська рада/Lubenska miska rada) unter Oblastverwaltung im Zentrum des ihn umgebenden Rajons Lubny.
Am 17. Juli 2020 kam es im Zuge einer großen Rajonsreform zum Anschluss des Rajonsgebietes an den Rajon Lubny.
Folgende Orte sind neben dem Hauptort Lubny Teil der Gemeinde:
| Name                     | Name            | Name                                  |
| ukrainisch transkribiert | ukrainisch      | russisch                              |
| ------------------------ | --------------- | ------------------------------------- |
| Barwinschtschyna         | Барвінщина      | Барвинщина (Barwinschtschina)         |
| Beresiwka                | Березівка       | Березовка (Beresowka)                 |
| Beresototscha            | Березоточа      | Березоточа                            |
| Browarky                 | Броварки        | Броварки (Browarki)                   |
| Chalepzi                 | Халепці         | Халепцы (Chalepzy)                    |
| Choroschky               | Хорошки         | Хорошки (Choroschki)                  |
| Chytzi                   | Хитці           | Хитцы (Chitzy)                        |
| Iskiwzi                  | Ісківці         | Исковцы (Iskowzy)                     |
| Kalajdynzi               | Калайдинці      | Калайдинцы (Kalaidinzy)               |
| Klepatschi               | Клепачі         | Клепачи                               |
| Kononiwka                | Кононівка       | Кононовка (Kononowka)                 |
| Kreweliwka               | Кревелівка      | Кревелевка (Krewelewka)               |
| Kremjanka                | Крем’янка       | Кремянка                              |
| Krutyj Bereh             | Крутий Берег    | Крутой Берег (Krutoi Bereg)           |
| Kupjewacha               | Куп’єваха       | Купьеваха                             |
| Kusubiwka                | Кузубівка       | Кузубовка (Kusubowka)                 |
| Lomaky                   | Ломаки          | Ломаки (Lomaki)                       |
| Luky                     | Луки            | Луки (Luki)                           |
| Lytwjaky                 | Литвяки         | Литвяки (Litwjaki)                    |
| Luschnyky                | Лушники         | Лушники (Luschniki)                   |
| Malyj Wjasiwok           | Малий В’язівок  | Малый Вязовок (Maly Wjasowok)         |
| Matjaschiwka             | Матяшівка       | Матяшовка (Matjaschowka)              |
| Mazkiwzi                 | Мацківці        | Мацковцы (Mazkowzy)                   |
| Mazkowa Lutschka         | Мацкова Лучка   | Мацкова Лучка                         |
| Mhar                     | Мгар            | Мгарь (Mgar)                          |
| Mychniwzi                | Михнівці        | Михновцы (Michnowzy)                  |
| Nasariwka                | Назарівка       | Назаровка (Nasarowka)                 |
| Nowaky                   | Новаки          | Новаки (Nowaki)                       |
| Nyschnij Bulatez         | Нижній Булатець | Нижний Булатец (Nischni Bulatez)      |
| Okip                     | Окіп            | Окоп (Okop)                           |
| Oleksandriwka            | Олександрівка   | Александровка (Aleksandrowka)         |
| Orichiwka                | Оріхівка        | Ореховка (Orechowka)                  |
| Pisky                    | Піски           | Пески (Peski)                         |
| Pjatyhirzi               | П’ятигірці      | Пятигорцы (Pjatigorzy)                |
| Pokrowske                | Покровське      | Покровское (Pokrowskoje)              |
| Pulynzi                  | Пулинці         | Пулинцы (Pulinzy)                     |
| Pyschne                  | Пишне           | Пышное (Pyschnoje)                    |
| Remiwka                  | Ремівка         | Ремовка (Remowka)                     |
| Sassullja                | Засулля         | Засулье (Sassulje)                    |
| Scherschniwka            | Шершнівка       | Шершневка (Scherschnewka)             |
| Schynkiwschtschyna       | Шинківщина      | Шинковщина (Schinkowschtschina)       |
| Seljukiw                 | Селюків         | Селюков (Seljukow)                    |
| Snityn                   | Снітин          | Снитин (Snitin)                       |
| Snityne                  | Снітине         | Снитино (Snitino)                     |
| Solonyzja                | Солониця        | Солоница (Soloniza)                   |
| Stadnja                  | Стадня          | Стадня                                |
| Sucha Solonyzja          | Суха Солониця   | Сухая Солоница (Suchaja Soloniza)     |
| Switschkiwka             | Свічківка       | Свечковка (Swetschkowka)              |
| Terny                    | Терни           | Терны                                 |
| Terniwschtschyna         | Тернівщина      | Терновщина (Ternowschtschina)         |
| Tottschyne               | Тотчине         | Тотчино (Tottschino)                  |
| Tscherwoni Polohy        | Червоні Пологи  | Червоные Пологи (Tscherwonyje Pologi) |
| Tschernetsche            | Чернече         | Чернече                               |
| Tschudniwzi              | Чуднівці        | Чудновцы (Tschudnowzy)                |
| Tyschky                  | Тишки           | Тишки (Tischki)                       |
| Wilschanka               | Вільшанка       | Ольшанка (Olschanka)                  |
| Wjasiwok                 | В’язівок        | Вязовок (Wjasowok)                    |
| Wowtscha Dolyna          | Вовча Долина    | Волчья Долина (Woltschja Dolina)      |
| Wowtschyk                | Вовчик          | Вовчик (Wowtschik)                    |
| Wojnycha                 | Войниха         | Войниха (Woinicha)                    |
| Wyssatschky              | Висачки         | Висачки (Wyssatschki)                 |
| Wyschtschyj Bulatez      | Вищий Булатець  | Высший Булатец (Wysschi Bulatez)      |

## Söhne und Töchter der Stadt
- Kateryna Skarschynska (1852–1932), sowjetisch-ukrainische Mäzenin und Kunstsammlerin
- Mykola Porsch (1879–1944), ukrainischer Ökonom und Politiker
- Walentyna Radsymowska (1886–1953), ukrainische Biochemikerin, Physiologin, Ärztin, Autorin, Politikerin und Professorin
- Ljudmila Rudenko (1904–1986), sowjetische Schachweltmeisterin
- Andrij Romodanow (1920–1993), sowjetisch-ukrainischer Neurochirurg
- Mykola Dossenko (1921–2006), sowjetischer bzw. ukrainischer Schauspieler
- Moissei Kaganow (1921–2019), russisch-ukrainischer Physiker und Hochschullehrer
- Natalja Meklin (1922–2005), sowjetische und russische Offizierin und Schriftstellerin
- Juri Buzko (1938–2015), russischer Komponist
- Waleri Galzow (* 1947), russischer Historiker
- Anatolij Dowhal (* 1976), Sprinter

## Belege
1. ↑  Bericht der Kommission zur Überprüfung der Ausstellung „Vernichtungskrieg. Verbrechen der Wehrmacht 1941 bis 1944“ (Memento vom 21. Oktober 2013 im Internet Archive) pdf, S. 55 ff., abgerufen am 8. Oktober 2015.
2. ↑  Кабінет Міністрів України Розпорядження від 12 червня 2020 р. № 721-р "Про визначення адміністративних центрів та затвердження територій територіальних громад Полтавської області"
3. ↑  Верховна Рада України; Постанова від 17.07.2020 № 807-IX Про утворення та ліквідацію районів